# Natașa Raab
Natașa Raab (n. 15 iulie 1953, Huedin, România – d. 23 octombrie 2023, Craiova, România) a fost o actriță română, care a jucat pe scena Teatrului Național „Marin Sorescu” din Craiova.

## Biografie
S-a născut la Huedin și a purtat numele de Natașa Rab – Guțul. A copilărit apoi la Cluj, într-o familie în care toată lumea cânta. A absolvit Liceul „Gheorghe Barițiu” din Cluj-Napoca și Institutul de Artă Teatrală și Cinematografică din București (1988), la clasa profesorului Mircea Albulescu. În tinerețe, pe când era studentă la Cluj, a studiat canto cu Stela Simonetti și a interpretat jazz pe scena Casei de Cultură a Studenților și a Casei Armatei din Cluj și muzică populară la ansamblul „Mărțișorul”. De asemenea, a fost în tinerețe și manechin la Centrul de Creație UCECOM, condus de Zina Dumitrescu (1979-1988). În perioada studenției, a jucat pe scena Teatrului Național din Cluj, împreună cu actorul George Motoi.
După absolvirea facultății, a devenit actriță la Teatrul Național „Marin Sorescu” din Craiova. De-a lungul anilor a mai colaborat cu Teatrul Odeon din București și Teatrul Național din Cluj. A jucat în mai multe spectacole de teatru printre care Vărul Shakespeare, Unchiul Vanea, Ubu Rex cu scene din Macbeth, Hamlet de W. Shakespeare, Romeo și Julieta de W. Shakespeare, Ferma animalelor de George Orwell, ...Escu de T. Mușatescu, O masă pe cinste de G. Astaloș, Pragul albastru de I.D. Sârbu, Tărâmuri întunecate de Harding Lernay, Nașterea de C. Voiculescu, Vacanță în Guadelupa de Pierre Sauvil și Eric Assous, Omul cu mârțoaga de Gheorghe Ciprian, Valsul hazardului de Victor Haïm etc. În 1990 a fost distinsă cu premiul UNITER.
A prezentat Festivalul Național „Maria Tănase”, Crizantema de Aur, Crizantema de Argint la Chișinău, evenimente culturale, emisiuni de radio și televiziune și a apărut în spoturi publicitare. A lansat la 27 decembrie 2003 albumul de muzică populară „Ardeleanca în Bănie” (20 de piese), fiind acompaniată de Ansamblul Folcloric „Maria Tănase”. De asemenea, a predat la Departamentul de artă teatrală din cadrul Facultății de Litere din Craiova, având postul de conferențiar universitar doctor, și a fost membru al senatului UNITER.
A jucat în mai multe filme, fiind nominalizată la Premiul Gopo pentru cea mai bună actriță în rol principal pentru interpretarea rolului principal din filmul Din dragoste cu cele mai bune intenții (2011).
La vârsta de 66 de ani (în 2020) a fost diagnosticată cu boala Parkinson.

## Filmografie
- Vis de ianuarie (1979) - Ana
- Lumini și umbre (serial TV, 1982) - Lola
- Acordați circumstanțe atenuante? (1984) - Rodica
- Adela (1985) - Ligia
- Recital în grădina cu pitici (1987) - doctor Ștefănescu
- Există joi? (1988) - Maria
- Martori dispăruți (1988) - Năstăsica
- Lacrima cerului (1989) - Năstăsica
- Fără lumini de poziție (scurtmetraj, 1989) - Mona Petrovan
- Somnul insulei (1994) - Hélène, o fostă iubită a lui Daniel Raynal
- Amen. (2002) - soția ambasadorului american
- Păcală se întoarce (2006) - cântăreața cârciumii
- La urgență (serial TV, 2006) - Nina
- După ea (2007) - mama lui Marcel
- Inimă de țigan (serial TV, 2007) - Hermina Dumbravă
- Regina (serial TV, 2008-2009) - Hermina Dumbravă
- Din dragoste cu cele mai bune intenții (2011) - mama
- Chefu’ (scurtmetraj, 2012)
- Domestic (2012)
- Poziția copilului (2013) - Olga